# Stromanthe ramosissima
Stromanthe ramosissima är en strimbladsväxtart som beskrevs av Bengt Lennart Andersson. Stromanthe ramosissima ingår i släktet broktoppar, och familjen strimbladsväxter. IUCN kategoriserar arten globalt som sårbar.
Artens utbredningsområde är Ecuador. Inga underarter finns listade.